# Хацег (Констанца)
Хацег (рум. Hațeg) — село у повіті Констанца в Румунії. Входить до складу комуни Адамклісі.
Село розташоване на відстані 151 км на схід від Бухареста, 53 км на захід від Констанци, 140 км на південь від Галаца.

## Населення
За даними перепису населення 2002 року у селі проживали 36 осіб, з них 35 осіб (97,2%) румунів. Рідною мовою 35 осіб (97,2%) назвали румунську.